# (46669) Wangyongzhi
(46669) Wangyongzhi est un astéroïde de la ceinture principale.

## Description
(46669) Wangyongzhi est un astéroïde de la ceinture principale d'astéroïdes. Il fut découvert le 6 juin 1996 à la station de Xinglong par le programme Beijing Schmidt CCD Asteroid Program. Il présente une orbite caractérisée par un demi-grand axe de 3,04 UA, une excentricité de 0,11 et une inclinaison de 13,1° par rapport à l'écliptique.

## Compléments